# Asozialisierungsprogramm
Asozialisierungsprogramm ist eine EP des deutschen Rap-Duos SXTN und deren erste Veröffentlichung. Sie erschien am 15. April 2016 über das Label Spike Entertainment und wird von Soulfood vertrieben. In der Limited-Fan-Box ihres 2017 erschienenen Debütalbums Leben am Limit ist die EP ebenfalls enthalten.

## Produktion
Die gesamte EP wurde von dem Berliner Musikproduzenten Krutsch produziert.

## Covergestaltung
Das Cover der EP ist schlicht gehalten und zeigt die Schriftzüge SXTN in Gelb und Asozialisierungsprogramm in Weiß vor lila Hintergrund.

## Titelliste
| # | Titel              | Länge |
| - | ------------------ | ----- |
| 1 | Deine Mutter       | 3:24  |
| 2 | Hass Frau          | 3:57  |
| 3 | So high            | 4:18  |
| 4 | Made 4 Love        | 3:38  |
| 5 | Fotzen im Club     | 3:10  |
| 6 | Ich bin schwarz    | 3:02  |
| 7 | Kein Geld          | 3:25  |
| 8 | Wir sind friedlich | 3:36  |

+ Instrumentals

## Singles
Als Single wurde am 30. November 2015 der Song Deine Mutter, inklusive Musikvideo, ausgekoppelt. Daneben erschienen auch Videos zu den Liedern Wir sind friedlich (im Rahmen der Reihe Halt die Fresse), Fotzen im Club, Ich bin schwarz und Made 4 Love.

## Rezeption
| Professionelle Bewertungen | Professionelle Bewertungen |
| -------------------------- | -------------------------- |
| Kritiken                   |                            |
| Quelle                     | Bewertung                  |
| laut.de                    | [ 2 ]                      |
| rappers.in                 | [ 3 ]                      |

Marvin Müller von laut.de bewertete Asozialisierungsprogramm mit zwei von möglichen fünf Punkten. Er bezeichnet die EP als „Soundtrack für Kaugummi kauende Girls mit Tattoo-Kette und Zungenpiercing“. Die Themen drehten sich um „Party, Drogen, Mutterficken“ und „gab es auch schon hundertfach in besserer Ausführung“. Die Texte seien nicht sehr prägnant und vor allem Nura wirke raptechnisch oftmals „blass und verkrampft“. Positiv hervorgehoben wird der Song Hass Frau.
Lennart Gerhardt von rappers.in bewertete Asozialisierungsprogramm mit vier von möglichen sechs Punkten. Die EP sei „ein kurzweiliges Werk, das deutlich mehr unterhält als ein Großteil des Deutschrap-Wulsts“ und mit „einer blitzsauberen, extrem variablen Produktion“ überzeuge. Die Künstlerinnen wirkten jederzeit authentisch und man merke ihnen die Energie und den Spaß an ihrer Musik an.
Daniela Koch von rap.de bezeichnet die EP als „nichts sonderlich Spektakuläres“. Es sei der typische „Rap gefüllt mit Schimpfwörtern und einer „Fick dich“-Attitüde“, nur dass er diesmal von Frauen stamme.